# Glycyphana cuculus
Glycyphana cuculus är en skalbaggsart som beskrevs av Hermann Burmeister 1842. Glycyphana cuculus ingår i släktet Glycyphana och familjen Cetoniidae.

## Underarter
Arten delas in i följande underarter:
- G. c. pilifera
- G. c. saleyeri
- G. c. basimaculata
- G. c. nigropygidialis